# 豊後国の式内社一覧
豊後国の式内社一覧（ぶんごのくにのしきないしゃいちらん）は、『延喜式』第9巻・第10巻「神名帳上下」（延喜式神名帳）に記載のある神社、いわゆる「式内社」およびその論社のうち、豊後国に分類されている神社の一覧。
また、『延喜式』神名帳の編纂当時に存在したが同帳に記載の無い神社、いわゆる「式外社」についても付記する。

## 式内社
『延喜式』神名帳では、大社1座1社・小社5座4社の計6座5社を記載。
1）「神名帳」列は、『延喜式 上巻』（大岡山書店、昭和4年、国立国会図書館デジタルコレクション）等における『延喜式』神名帳の記載を基に作成。社名表記は神社史料集成（5を参照）における字体（異体字がある場合には新字体・通用性の高い字体を使用）を基準とした。読みの「-」部分は、「神社」以外で仮名が振られていない部分。「○座」は座数を表し、一座の場合は記載していない。

2）格の「名神大」は名神大社を、「大」は式内大社（名神大社除く）を、「小」は式内小社を意味する。付記は社名とともに記されているもので、一部は「式内社#式内社の社格」を参照。

3）比定社が複数ある場合、最も有力なものを無冠で示し、他の論社には「（論）」を冠した。

4）本来の式内社とは認めがたいものの、式内社を合祀したなどその後継を主張するもの、その他参考の神社には「（参）」を冠した。

| 神名帳             | 神名帳               | 神名帳 | 神名帳           | 比定社                       | 比定社                                                   | 比定社         | 集成 |
| 社名               | 読み                 | 格     | 付記             | 社名                         | 所在地                                                   | 備考           | 集成 |
| ------------------ | -------------------- | ------ | ---------------- | ---------------------------- | -------------------------------------------------------- | -------------- | ---- |
| 直入郡 1座（小）   |                      |        |                  |                              |                                                          |                |      |
| 建男霜凝日子神社   | タケヲシモコリヒコノ | 小     |                  | （論）健男霜凝日子神社       | 大分県竹田市神原                                         |                |      |
| 建男霜凝日子神社   | タケヲシモコリヒコノ | 小     | （論）穴森神社   | 大分県竹田市神原             |                                                          |                |      |
| 大分郡 1座（大）   |                      |        |                  |                              |                                                          |                |      |
| 西寒多神社         | ササムタノ ニシ-     | 大     |                  | 西寒多神社                   | 大分県大分市寒田                                         | （豊後国一宮） |      |
| 西寒多神社         | ササムタノ ニシ-     | 大     | （論）西寒多神社 | 大分県豊後大野市犬飼町西寒田 |                                                          |                |      |
| 速見郡 3座（並小） |                      |        |                  |                              |                                                          |                |      |
| 宇奈岐日女神社     | ウナキヒメノ         | 小     |                  | 宇奈岐日女神社               | 大分県由布市湯布院町川上                                 |                |      |
| 火男火売神社 二座  | ヒヲヒメノ           | 小     |                  | 火男火売神社                 | 上宮・中宮：大分県別府市東山1番地 下宮：大分県別府市鶴見 |                |      |
| 海部郡 1座（小）   |                      |        |                  |                              |                                                          |                |      |
| 早吸日女神社       | ハヤスヒメノ         | 小     |                  | 早吸日女神社                 | 大分県大分市佐賀関                                       |                |      |
| 凡例を表示         |                      |        |                  |                              |                                                          |                |      |

## 式外社
『延喜式』神名帳の編纂当時に存在したが、同帳に記載の無い神社。